# Homo bodoensis
Homo bodoensis — ранній середньоплейстоценовий предок Homo sapiens, з панафриканським поширенням, що поширюється на східне Середземномор'я (Південно-Східна Європа та Левант). Етимологія: назва bodoensis стосується до місця Бодо-Д'ар (Афарська улоговина, Ефіопія), де було виявлено викопний зразок Бодо 1. Голотип: Бодо 1, частковий череп дорослої (імовірно, чоловічої) особи, знайдений восени 1976 року Алемаєгу Асфау, Полом Вайтхедом та іншими членами дослідницької місії з дослідження Рифтової долини в Ефіопії на чолі з Джоном Калбом. Зараз зразок зберігається в Національному музеї Ефіопії в Аддіс-Абебі. Зразок пов'язаний з ашельським кам'яним знаряддям. Вид діагностується за унікальною комбінацією черепних ознак. Зразок Бодо вже був описаний як поєднання ознак, схожих на H. erectus та H. sapiens.